# José Riba
Pour les articles homonymes, voir Riba.
José Riba Nuet, né le 18 mars 1923 à Barcelone (Catalogne, Espagne), est un footballeur espagnol qui jouait au poste d'attaquant.

## Biographie
José Riba joue avec le FC Barcelone pendant deux saisons, de 1943 à 1945. Il joue 18 matchs de championnat d'Espagne et marque 5 buts. Il débute en championnat le 7 novembre 1943 lors d'un match face à Grenade (victoire 7 à 2 du Barça).
Avec Barcelone, il remporte un championnat d'Espagne et une Coupe Eva Duarte. 

## Palmarès
Avec le FC Barcelone :
- Champion d'Espagne en 1945
- Vainqueur de la Coupe Eva Duarte en 1945